# Bence és a városi tömegközlekedés
A Bence és a városi tömegközlekedés 1993-ban  bemutatott magyar rajzfilm, amelynek írója Csóti Ferenc. Az animációs játékfilm rendezője és forgatókönyvírója Pál Nagy Balázs, producere Mikulás Ferenc, zeneszerzője Pethő Zsolt. A mozifilm a Kecskeméti Film gyártásában készült.

## Cselekmény
A film főszereplője, Bence most barátjával, Gergővel együtt a városi tömegközlekedés eszközeivel, szabályaival és az utazási szokásokkal ismerkedik meg. Utaznak villamoson, autóbuszon és metrón. Bence édesapja segíti őket például a rendőri karjelzések, a lakó-pihenő övezet, az egyirányú út és a megállóhelyek felismerésében, valamint a járatszámok és az információs táblák közötti eligazodásban.

## Alkotók
- Író: Csóti Ferenc
- Rendező, forgatókönyvíró és figuratervező: Pál Nagy Balázs
- Zeneszerző: Pethő Zsolt
- Szakértő: Dr. Binder Károly, Dr. Papp Zoltán, Virágh Sándor
- Operatőr: Bacsó Zoltán
- Hangmérnök: Zsebényi Béla
- Vágó: Hap Magda
- Háttérfestők: Neuberger Gizella
- Mozdulattervezők: Dimitre Stoilov Stoilov, Hajdu Mariann, Iliana, Panaiotova Iltcheva, Ivo Gueorguiev Gantchev, Nikolay Ivanov Neykov, Tari József
- Rajzolók: Beck Tibor, Cseh Szilvia, Farkas Ildikó, Feyér Ákos, Greksza Ágnes, Kordás Erika, Mészáros Klára, Pál Erika, Rittgasser István, Stella Ivanova Dorin, Szabó Csaba, Szandtner Réka, Timbusz Béla, Tóth László, Tóth Roland, Vincze Éva
- Kifestők: Bankovics Éva, Bell Zsófia, Gulyás-Kis Ágnes, Horváth Lívia, Jankovics Ilona, Onozó Andrea, Schneider Judit, Veszelszki Ilona
- Rendezőasszisztens: Nyúl Zsuzsanna
- Gyártásvezető: Vécsy Veronika
- Produkciós vezető: Mikulás Ferenc

Készítette a Kecskeméti Film

## Szereplők
- Bence: Simonyi Balázs
- Bence apja: Dunai Tamás
- Gergő: Szentesi Gergő
- Dorka: Szentesi Dorottya
- Idős hölgy a villamoson: Szögi Arany
- Bajuszos férfi a villamoson; Magazin árus: Kisfalussy Bálint
- Nő, aki felszáll a villamosra: Kassai Ilona
- Srácok a villamoson: Dunai Mihály, Minárovits Péter